# چاه موتور رافت
چاه موتور رأفت یک منطقهٔ مسکونی در ایران است که در دهستان نه واقع شده‌است.